# 1666
1666 (MDCLXVI) byl rok, který dle gregoriánského kalendáře započal pátkem.

## Události
Svět
- 11. března – V Rize se zřítila věž kostela svatého Petra. V troskách zahynulo osm osob.
- 04. června – V pařížském divadle Théâtre du Palais-Royal měla premiéru Moliérova komedie Misantrop.
- 11.–14. června – proběhla čtyřdenní bitva mezi nizozemským a anglickým loďstvem. Největší bitva věku plachetnic a jedna z nejdelších námořních bitev historie skončila těžkou porážkou Royal Navy.
- 2.–5. září – Velký požár Londýna
- 22. prosince – Založení Francouzské akademie věd.
- Na jihu Švédska je založena Lundská univerzita.

### Probíhající události
- 1652–1689 – Rusko-čchingská válka
- 1665–1667 – Druhá anglo-nizozemská válka
- 1665–1666 – Velký londýnský mor

## Narození

#### Česko
- 19. února – Apolonie Rozálie Vratislavová z Mitrovic, česká šlechtična († 30. září 1747)
- 21. listopadu – Evžen Tyttl, opat kláštera v Plasích († 20. března 1738)
- neznámé datum
  - Jan Oldřich Mayer, český řezbář a sochař († 1721)
  - Jan Kupecký, český barokní malíř († 16. července 1740)
  - Jan Jakub Schöllhorn, český a německý podnikatel a rychtář Třebíče († 1758)

#### Svět
- 12. ledna – Hedvika Meklenburská, sasko-mersebursko-zörbiská vévodkyně († 9. srpna 1735)
- 01. února – Marie Tereza Bourbonská, titulární polská královna a kněžna Conti († 22. února 1732)
- 09. února – George Hamilton, 1. hrabě z Orkney, britský vojevůdce a politik († 29. ledna 1737)
- 24. února – Charles Wager, britský námořní velitel a státník († 24. května 1743)
- 15. března – George Bähr, německý barokní architekt a stavitel († 16. března 1738)
- 12. dubna – Pierre Le Gros, francouzský barokní sochař († 3. květen 1719)
- 18. dubna – Jean-Féry Rebel, francouzský skladatel, dirigent, houslista a cembalista († 2. ledna 1747)
- 14. května – Viktor Amadeus II., král Sicilie a Sardinie († 1732)
- 18. června – Jeanne Delanoue, katolická světice († 17. srpna 1736)
- 04. července – Karel Stuart, vévoda z Kendalu, syn anglického krále Jakuba II. Stuarta († 22. května 1667)
- 23. července – Thomas Parker, 1. hrabě z Macclesfieldu, britský právník a politik († 28. dubna 1732)
- 06. srpna – Marie Žofie Falcko-Neuburská, portugalská královna, manželka Petra II. († 4. srpna 1699)
- 12. srpna
  - Eduard Parmský, dědičný parmský princ († 6. září 1693)
  - Antonio Balestra, italský rokokový malíř († 1740)
- 26. srpna – Henrietta Amálie Anhaltsko-Desavská, kněžna Anhaltsko-desavská († 18. dubna 1726)
- 06. září – Ivan V., ruský car († 8. února 1696)
- 15. září – Žofie Dorotea z Celle, brunšvicko-lüneburská princezna, hannoverská kurfiřtka a nekorunovaná královna Velké Británie a Irska jako manželka Jiřího I. († 1726)
- 17. září – Zikmund Bedřich Khevenhüller, rakouský šlechtic, politik a dvořan († 8. prosince 1742)
- 02. října – Marie Anna de Conti, dcera Ludvíka XIV. Francouzského a jeho milenky Louisy de la Valliére († 3. května 1739)
- 09. října – Christian August Saský, uherský primas, ostřihomský arcibiskup († 23. srpna 1725)
- 17. října – Jan Vilém III. Sasko-Eisenašský, německý vévoda († 14. ledna 1729)
- 22. prosince – Góvind Singh, indický náboženský vůdce († 7. října 1708)
- neznámé datum
  - prosinec – Stephen Gray, anglický fyzik a astronom († 7. února 1736)
  - Jean d'Estrées, francouzský kněz a politik († 3. března 1718)
  - Antonio Biffi, italský barokní skladatel († březen 1736)
  - Carlo Francesco Cesarini, italský hudební skladatel a houslista († 1741)
  - David Boyle, 1. hrabě z Glasgow, britský politik a šlechtic († 31. října 1733)

## Úmrtí

#### Česko
- 31. března – Kašpar Colonna z Felsu, česko-německý šlechtic (* 1594)
- 19. července – Kryštof Tengler, opat cisterciáckého kláštera v Plasicích (* ?)
- 11. října – Adam Vilém Vratislav z Mitrovic, šlechtic a rytíř maltézského řádu (* ?)
- 03. listopadu – Zikmund Jan Myslík z Hyršova, šlechtic a císařský vojevůdce (* 1606)
- neznámé datum
- Jan Alsterl z Astfeldu, šlechtic (* ?)

#### Svět
- 20. ledna – Anna Rakouská, španělská infantka, francouzská královna jako manželka Ludvíka XIII. a regentka (* 1601)
- 22. ledna – Šáhdžahán, císař Mughalské říše (* 5. ledna 1592)
- 04. února – Mikuláš Vešeléni, slovenský pedagog a jezuita (* 14. února ?)
- 26. února – Armand Bourbon-Conti, francouzský šlechtic (* 11. října 1629)
- 27. února – Luisa de Guzmán, manželka portugalského krále Jana IV. (* 13. října 1613)
- 11. dubna – Charles de Visch, francouzský cisterciácký mnich a historik (* 15. srpna 1596)
- 21. května – Filiberto Lucchese, italský architekt, sochař a geometr (* 26. prosince 1606)
- 02. června – Thomas Cletcher, nizozemský zlatník, klenotník a významný obchodník s drahokamy (* 1598)
- 30. června – Adam Krieger, německý varhaník a hudební skladatel (* 7. ledna 1634)
- 15. srpna – Johann Adam Schall von Bell, německý misionář působící v Číně (* 1. května 1591)
- 21. srpna – Isabela d'Este, parmská vévodkyně (* 3. října 1635)
- 26. srpna – Frans Hals, nizozemský malíř (* cca 1580)
- 23. září – François Mansart, francouzský architekt (* 23. ledna 1598)
- 25. září – Abbás II., perský šáh (* 20. prosince 1633)
- 03. listopadu – Zikmund Jan Myslík z Hyršova, český generál císařské armády za třicetileté války (* 1606)
- 22. prosince – Guercino, italský barokní malíř (* 8. února 1591)
- neznámé datum
  - Sung Jing-sing, čínský vědec a encyklopedista (* 1587)
  - Ivan Ivanovič Rebrov, ruský kozák, cestovatel po Sibiři (* ?)
  - Kurbat Afanasjevič Ivanov, uský cestovatel a jeden z největších kozáckých objevitelů (* ?)
  - Michail Vasiljevič Staduchin, kupec, sibiřský kozák a ruský průzkumník (* ?)

## Hlavy států
- Anglie – Karel II. (1660–1685)
- Francie – Ludvík XIV. (1643–1715)
- Habsburská monarchie – Leopold I. (1657–1705)
- Osmanská říše – Mehmed IV. (1648–1687)
- Polsko-litevská unie – Jan Kazimír II. Vasa (1648–1668)
- Rusko – Alexej I. (1645–1676)
- Španělsko – Karel II. (1665–1700)
- Švédsko – Karel XI. (1660–1697)
- Papež – Alexandr VII. (1655–1667)
- Perská říše – Abbás II., poté Safí II.